# 大衛·華許
大衛·華許（英語：David Joseph Walsh，1955年6月17日—），愛爾蘭體育記者，曾任《星期日泰晤士報》體育記者，是揭露藍斯·阿姆斯壯使用禁藥的主要人物。2004年出版紀實報導書《阿姆斯壯的秘密》（L.A. Confidentiel: Les secrets de Lance Armstrong)。

## 生平
在阿姆斯壯稱雄的這期間，他追蹤13年但沒人注意，在2012年出版《七宗罪：追蹤阿姆斯壯》，裡面說明兰斯·阿姆斯特朗的使用禁藥細節，而次年初藉由阿姆斯壯親口承認七屆環法自行車冠軍都使用禁藥，證實自己的追蹤是沒有錯誤的。 他的事蹟被改編成2015年電影《是誰在造神?》，由克里斯·奧多德飾演。